# 迈泽德
迈泽德，是匈牙利巴兰尼亚州所辖的一个村。总面积10.41平方公里，总人口120，人口密度11.5人/平方公里（2011年1月1日）。